# Technical Error
Technical Error ist eine frühe Kurzgeschichte von Arthur C. Clarke, die 1950 unter dem Titel The Reversed Man in der Zeitschrift Thrilling Wonder Stories erschien. In dem Werk verschmilzt Clarke Faszinosa der Physik und der Biologie. 

## Handlung
Man hat zum ersten Mal ein Kraftwerk errichtet, das mit der Supraleitfähigkeit gewisser Materialien arbeitet; der Arbeiter Richard Nelson wird im Generator der Anlage bei einem Kurzschluss seitlich verdreht. Er trägt den Ehering plötzlich links statt rechts und sieht alles spiegelverkehrt; sogar ein paar Münzen und ein kleines technisches Notizbuch in einer seiner Taschen sind seitlich herumgedreht. Nelson beginnt dahinzusiechen, weil sein Körper bestimmte Substanzen aufgrund ihres räumlichen Baues nicht mehr verarbeiten kann. Der Chemiker Prof. Vandenburg entwickelt in aller Eile spiegelverkehrte Gegenstücke möglichst vieler der für Nelson lebenswichtigen Substanzen. Ralph Hughes, der leitende theoretische Physiker des Kraftwerks, führt den Vorfall darauf zurück, dass Nelson in irgendeiner Weise durch eine vierte räumliche Dimension hindurchgewandert sei, und wimmelt Einwände des wissenschaftlich interessierten Geschäftsführers McPherson ab, der bei einer Konferenz des Kraftwerksvorstandes nachhakt, Einstein habe doch die Zeit als die vierte Dimension erkannt. Der Vorstand bewegt Nelson dazu, an einem Versuch mitzuwirken, ihn bei einem nachgestellten weiteren Kurzschluss zurückzuverdrehen: es würde fünftausend Pfund am Tag kosten, ihn zu ernähren, und keiner weiß, ob man ihm überhaupt wirklich alle Substanzen liefern könnte, die er braucht. Nelson verschwindet in dem zweiten Kurzschluss zunächst spurlos. Hughes kommt erst in den grauen Stunden des nächsten Morgens auf den entscheidenden Gedanken, als seine Kollegen schon daran sind, den Generator für die zu erwartende morgendliche Verbrauchsspitze dort wieder in Betrieb zu nehmen, wo Nelson verschwunden ist. Nelsons Assistent hat ihn nämlich, als Nelson verdreht wurde, darauf aufmerksam gemacht, bei einem Blick in den Generator dort gar niemanden gesehen zu haben. Hughes erschließt, dass Nelson schon bei dem ersten Kurzschluss für ein paar Sekunden verschwunden sein müsse, schafft es nicht mehr, beim Kraftwerk wegen einer denkbaren plötzlichen Materialisation Nelsons mitten im Generator zu intervenieren, und erlebt stattdessen aus der Ferne mit, wie es beim Kraftwerk unvermittelt zu einem gigantischen Zerbersten kommt.